# Kloxazolam

Strukturformel för kloxazolam.

Kloxazolam, summaformel C17H14Cl2N2O2, är ett ångestdämpande och lugnande preparat som tillhör gruppen bensodiazepiner. Preparatet används inte som läkemedel i Sverige.
Substansen är narkotikaklassad och ingår i förteckning P IV i 1971 års psykotropkonvention, samt i förteckning IV i Sverige.